# Houston Oilers
Houston Oilers var ett professionellt amerikansk fotbollslag från Houston, Texas, USA. Laget existerade mellan 1960 och 1996 innan klubben flyttade till Nashville och blev Tennessee Poliers, som idag är Tennessee Titans.

### Fotnoter
1. ↑  ”NFL.COM: Houston Oilers”. web.archive.org. 20 december 1996. Arkiverad från originalet den 20 december 1996. https://web.archive.org/web/19961220184703/http://www.nfl.com/oilers/index.html. Läst 21 september 2023.